# Innocenzo da Imola

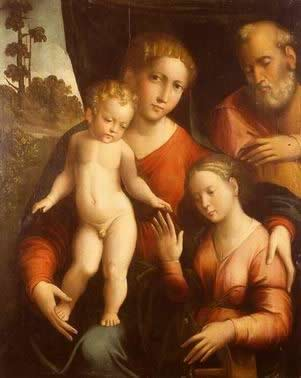
Matrimonio Mistico di Santa Caterina, Museo Filangieri, Napoli

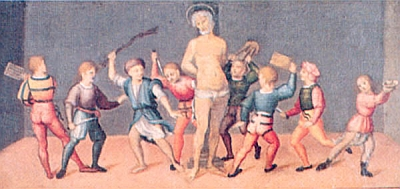
Il Martirio di San Cassiano di Imola.

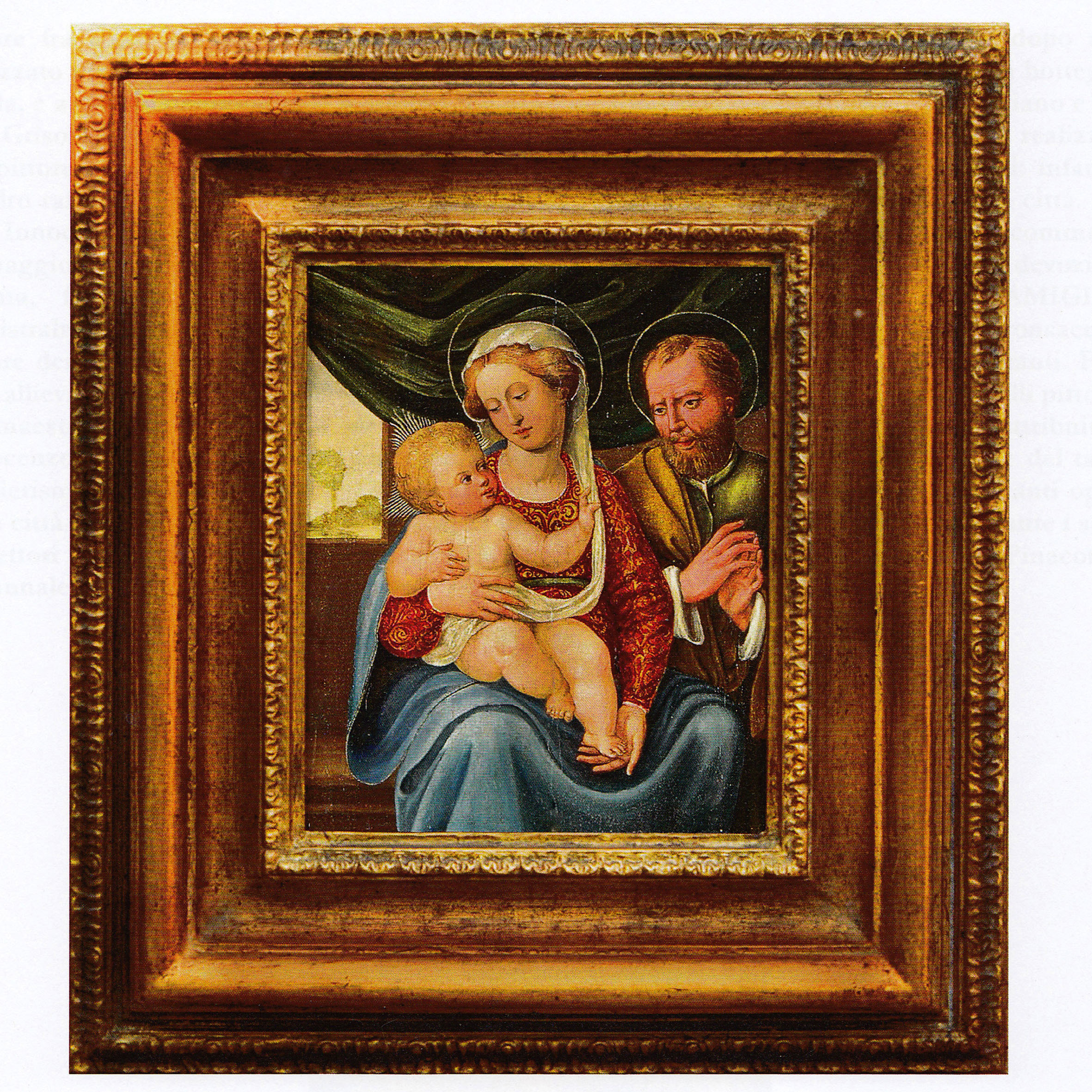
Sacra Famiglia - Bagnara di Romagna (collezione privata)

Innocenzo di Pietro Francucci da Imola, generalmente conosciuto come Innocenzo da Imola (Imola, 1490 – Bologna, 1550), è stato un pittore e disegnatore italiano.

## Biografia
Figlio dell'orafo Pietro, è nato ad Imola probabilmente intorno al 1490. Dopo aver studiato i primi anni presso la bottega del padre, nel 1506 si è trasferito nella vicina Bologna per studiare pittura. Secondo le notizie riportate da Carlo Cesare Malvasia sarebbe entrato a far parte della bottega di Francesco Francia a partire dal 1508 (questa fonte è stata però messa in dubbio). Più tardi, per quanto ci testimonia il Vasari, si trasferisce a Firenze dove, nel 1510, lavora sotto la direzione di Mariotto Albertinelli.
I suoi primissimi lavori includono la pala de La Vergine con il Bambino e i Santi Sebastiano, Rocco, Cosma e Damiano firmato e datato 1515 e La Madonna con il Bambino e i Santi Giovanni, Apollinare e Caterina e un Vescovo firmati e datati 1516; entrambi hanno visto la luce nella sua città natale, il primo è conservato nella Chiesa arcipretale di Bagnara, il secondo nella Chiesa Sant'Apollinare a Casola Valsenio, vicino Imola. Sempre a Bagnara, databile verso il 1515, è conservata, in collezione privata, una Sacra Famiglia, tempera su tavola.
Nel corso della sua vita produsse numerosi affreschi e pale d'altare religiosi, dipingendo alla maniera di Raffaello. I suoi soli dipinti secolari sono cinque affreschi mitologici nella Palazzina della Viola a Bologna. Egli istruì persone come Francesco Primaticcio, Prospero Fontana, e Pietro Lamo. La Chiesa di Santa Maria Dei Servi a Bologna è stata dipinta internamente dal Francucci.
Nel 1541 a Ferrara realizzò le scenografie per la messinscena della tragedia Orbecche di Giambattista Giraldi Cinzio, tenutasi a casa dell’autore alla presenza del duca di Ferrara Ercole II d'Este.
Innocenzo Francucci morì a Bologna nel 1550.

## Opere conosciute
- Madonna delle grazie  prima metà del secolo XVI. Napoli, San Paolo Maggiore, Casa (già nella Cappella Firrao).
- La Vergine con il Bambino e i santi Sebastiano, Rocco, Cosma e Damiano (1515) - Bagnara di Romagna - Museo
- La Sacra Famiglia (1515) - Bagnara di Romagna - collezione privata
- La Vergine e il Bambino con i santi Giovanni, Apollinare e Caterina e un vescovo (1516) Casola Valsenio
- Studio di un angelo e del drappeggio (1520) - Getty Museum[8]
- La Vergine e il Bambino con i santi Giovanni Battista, Pietro e Paolo, Gioacchino e Anna (1526), Cattedrale di Faenza
- La Vergine del Rosario (1531), chiesa di San Domenico fuori le mura, Catania
- Il matrimonio mistico di Caterina di Siena, Filangieri Museum, Naples
- Madonna e Bambino in gloria e il san Michele Arcangelo e la benedizione di Pietro, Pinacoteca Nazionale di Bologna
- San Giovanni Evangelista, La Salle University
- Nozze Mistiche di Santa Caterina (1520 circa.), Museo di Palazzo Mastai, Senigallia
- Ritratto di donna (forse Vannozza Cattanei), Galleria Borghese, Roma.[9]